# Аце Спасеновски
Аце Спасеновски (на македонска литературна норма: Аце Спасеновски) е политик от Северна Македония.

## Биография
Роден е на 31 март 1969 година в град Кичево. През 1994 година завършва Земеделския институт на Скопския университет със специалност животновъдство. От 1994 до 1996 година развива своя собствена млекарница. Междувременно работи като консултант по фермерство и земеделство. През 200 година става директор на предприятието Гаранти фонд. В периода 2006-2009 година е министър на земеделието, горите и водното стопанство. Има три деца. Говори албански и английски език.